# Кыштырла
Кыштырла́ (тат. Кыштурны) — деревня в Тюменском районе Тюменской области России, входит в состав Богандинского муниципального образования. Сибирско-татарское название деревни - Кыштунлы. 

## География
Расположена в 39 км на юг от Тюмени. Деревня расположена на берегу старицы Кыштырла реки Пышма. В период половодья вода затопляла деревню, что вынуждало жителей к переселению на не затапливаемое место. Рядом с деревней находится небольшое озеро Майгалым.
Имеется две версии происхождения названия деревни. По одной из них она именована по местному названию животного («кыш» — соболь), которое водилось в её окрестностях. По другой версии название деревня получила, потому что местное население жило в ней только зимой («кыш» — зима) и переводится как «зимняя деревня».
До ближайшей к деревне железнодорожной станции «О.п. 2169 км» около 4 км.
В 2018 году в деревне открыли этнографический центр коренных малочисленных народов Севера Тюменской области "ЭтноСтойбище «Увӑс Мир хот» (Дом Северных людей).
На 2021 год в Кыштырла, согласно КЛАДР, 24 улицы и переулка.

## История
Ранее селение называлось Юрты Кыштырлинские и было подчинено Кашегольскому волостному правлению в селе Ембаево. В 1912 году там был 391 житель, имелась мечеть и училище. Население занималось сельским хозяйством. В советское время работал колхоз.

## Население
| 2010 |
| ---- |
| 35   |

Национальный состав
Согласно результатам переписи 2002 года, в национальной структуре населения татары составляли 86 %.